# Анджело е върхът
„Анджело е върхът“ (на английски: Аngelo Rules) е френско-британски анимационен сериал, създаден от Клое Милер (Chloé Miller) и Франц Кирхнер (Franz Kirchner). Сериалът е произведен от продуцентските компании TeamTO и Cake Entertainment и е адаптация на книгите „Comment faire enrager...“, написани от Силви дьо Матюизьо (Sylvie de Mathuisieulx) и илюстрирани от Себастиан Диоложан (Sébastien Diologent), публикувани в „Petit а Petit“. Първият сезон има 78 епизода от 7 минути и 30 епизода от 1 минута. Сезон 2 има 46 епизода по 13 минути и 3 епизода по 26 минути. Сериалът се излъчва във Франция по телевизиите France3 и Teletoon+, и в още 150 страни, включително световната Cartoon Network мрежа (без Япония и САЩ), по телевизия RAI в Италия, SuperRTL в Германия, TVE Catalunya в Испания и др.

## Сюжет
Внимание:  Текстът по-долу разкрива сюжета на произведението (или части от него)!
Анимационният сериал се фокусира върху 11-годишното момче Анджело и неговите приятели Лола и Шърууд. В епизодите на сериала се разказва как тези 3 хлапета се борят с разни препятствия, които могат да ги възпрепятстват да направят нещо, което им харесва. Всеки епизод е оригинален по себе си и представлява различни случки от необикновения тийнейджърски живот, понякога възпрепятстван от родителите, лошите съученици, учители, братята и сестрите, дори и от домашните любимци.

## Герои
- Анджело – 11-годишно хлапе, което постоянно крои планове как да успее да получи онова, което желае. Той е изключително уверен в действията си и умее да импровизира, ако не намери на часа идеалното решение на даден проблем. Най-често Анджело успява да постигне своята цел, което обикновено включва и два-три непредвидени странични ефекта. Това не го притеснява — за него целта оправдава средствата. За осъществяването и привеждането в действие на неговите планове помагат приятелите му, а в краен случай някой от семейството. Според Шърууд едва почти 20% от плановете му са напълно успешни.
- Шърууд – най-добрият приятел на Анджело и неговият най-интелигентен съученик. Понякога се отнася скептично към плановете на Анджело и често е този, който посочва евентуалните им пропуски или възможните логистични проблеми. От друга страна обаче, Шърууд има много качества, които подпомагат схемите на Анджело: той е атлетичен, разбира от техника и е доста изобретателен. За разлика от Анджело и Лола той е по-послушен и не обича да нервира така както своите родители, така и родителите на приятелите си.
- Лола – 12-годишната готина и забавна съседка. Тя е най-вярната приятелка на Анджело, познават се откакто се помнят. Неизменно участва в сложните планове на Анджело и е единственият притежател на мобилен телефон в групата, а това пособие се оказва от ключово значение в някои от кроежите им. Тя е специалист в имитирането на гласове и може да изиграе всичко – от продавачка в магазин, през радио водещ или здравен инспектор до автоматично записан глас, или майката на Шърууд. Също така я бива да пее и да играе роли.
- Мама – майката на Анджело е главнокомандуващият в къщата, което понякога има поразителен ефект. Тя неуморно се опитва да поддържа баланса и мира сред децата си. От незапомнени времена успява в неимоверно трудната задача да държи здраво нещата в ръцете си. Понякога е натоварена с тежката задача да накара някой да си признае вината, но преди това той тежко да съжали.
- Татко – по-сговорчив. Той е по момчешки неулегнал и е всеизвестно, че се държи точно като Анджело, и води битки за това какво да се гледа по телевизията. Не е тайна, че той е на страната на Анджело и уважава неговата упоритост и очарователния му дух. Подкрепя го в повечето планове, но когато види, че нещо не е наред минава из страната на мама.
- Елена – 15-годишната сестра, винаги в крак с последната мода. Тъй като е била родена първа, тя очаква всички да правят това, което тя каже. Обаче не се получава. Понеже Анджело умее винаги да постига своето, Елена с удоволствие обяснява на целия свят как той е твърде малък, за да прави това или онова и не забравя да напомни на родителите им, че самата тя не е правила същите тези неща, докато не е станала чак на 15. Тя прави всичко това уж на шега, но ефектът е на лице. Понякога обича да си говори с Лола за последната мода и в дрехите, и в техниката. Това е нейният безгрижен начин да саботира идеите на Анджело.
- Питър – 5-годишният по-малък брат. Той буквално се мята из къщата като шимпанзе, като си представя, че е всичко от пещерен човек до супергероя на новото време. Понякога служи на Анджело като извинение, но в повечето случаи това не се получава. Той е любимецът на мама и тя го защитава във всички случаи. Дори и да се отнася зле с Анджело, мама винаги ще се застъпи за малкото сладко бебче Питър.
- Джо Мома – семейната котка. Понякога служи за оневиняването на Андждело, но нейните действия винаги водят до неприятен ангажимент за семейството.

## „Анджело е върхът“ в България
Сериалът започва премиерно излъчване по Cartoon Network на 29 ноември 2010 г., след което има кратка пауза, последвана от нови епизоди от 23 май 2011 г. и отново пауза. Нови премиерни епизоди започват на 6 май 2013 г. от 18:00 всеки делничен ден, като те са предшествани от сутрешен маратон, наречен „Мисия: Анджело“. Дублажът е синхронен в Александра Аудио. Ролите се озвучават от артистите Елена Пеева, Дима Пройкова, Теодора Пеева, Василка Сугарева, Златина Тасева, Стоян Алексиев, Явор Караиванов, Иван Петков, Петър Върбанов, Петър Бонев, Николай Пърлев, Иван Велчев, Сава Пиперов и други. Режисьор на дублажа е Симона Нанова.